# Erwin Popper
Erwin Popper (* 9. Dezember 1879 in Wien; † 28. September 1955 in Hendon) war ein österreichischer Arzt, der zusammen mit Karl Landsteiner 1908 den infektiösen Charakter der Kinderlähmung entdeckte.
Popper promovierte 1903 in Wien und war anschließend zunächst Militärarzt bei der Artillerie. Von 1904 bis 1905 war er Aspirant und Sekundararzt am Wiedner Spital in Wien, anschließend am Wilhelminenspital. 1911 wechselte er als Assistenzarzt an die Kinderabteilung der Allgemeinen Poliklinik. Ab 1918 war er Kinderarzt in Wien und Leiter der Kinderambulanz der Wiener Krankenkasse. 1938 emigrierte er nach England und war bis 1942 Medical Officer in Kinderheimen, dann von 1942 bis 1945 Resident Medical Officer in Cheshire.

## Quelle
- Paul Speiser: Karl Landsteiner, Entdecker der Blutgruppen und Pionier der Immunologie ; Biographie eines Nobelpreisträgers aus der Wiener Medizinischen Schule. 3. unveränd. Aufl. Berlin 1990, Blackwell Ueberreuter-Wiss, ISBN 3-89412-084-3, Seite 150.